# Leonel Fernández
Dr. Leonel Antonio Fernández Reyna (Santo Domingo, 26 december 1953) is een Dominicaanse politicus. Tussen 1996 en 2000 en tussen 2004 en 2012 was hij president van de Dominicaanse Republiek.

## Loopbaan
Leonel Fernández werd geboren in de Dominicaanse hoofdstad Santo Domingo, maar was tijdens een aanzienlijk deel van zijn jeugd woonachtig in het Amerikaanse Washington Heights. Na terugkeer in zijn vaderland studeerde hij rechten en in 1973 sloot hij zich aan bij de Dominicaanse Bevrijdingspartij (PLD) van Juan Bosch.
In 1996 nam Fernández namens de PLD deel aan de presidentsverkiezingen. Hij slaagde erin tot president te worden verkozen, maar hiervoor was wel een tweede ronde nodig. Tijdens die tweede ronde was er sprake van een opmerkelijke coalitie. Oud-presidenten Balaguer en Bosch steunden samen Fernández. Hierdoor werd voorkomen dat de linkse kandidaat, Peña Gómez, de tweede ronde zou winnen.
Conform de toenmalige Dominicaanse grondwet mocht Fernández zich na zijn eerste presidentiële termijn, die afliep in 2000, niet opnieuw verkiesbaar stellen. Hipólito Mejía (PRD) won dat jaar de verkiezingen en volgde hem op als president. Vier jaar later, in 2004, was het voor presidenten inmiddels wel mogelijk herkozen te worden. Fernández wist Mejía bij de toen gehouden verkiezingen ruim te verslaan en werd op 16 augustus opnieuw als president beëdigd. In 2008 werd hij nogmaals herkozen. In totaal was hij twaalf jaar leider van de Dominicaanse Republiek. Na zijn derde ambtstermijn was hij niet meer herkiesbaar en de PLD schoof hierop Danilo Medina naar voren als presidentskandidaat voor de verkiezingen van 2012. Medina won en zou president blijven tot 2020. Fernández' echtgenote, Margarita Cedeño de Fernández, was tijdens die periode vicepresident.
Fernández, die in 2018 voorzitter werd van de Wereldverbond van Verenigingen voor de Verenigde Naties, behield grote politieke ambities. In de aanloop naar de Dominicaanse presidentsverkiezingen van 2020, waarbij Medina niet meer herkiesbaar was, stelde hij zich kandidaat om het partijleiderschap van de PLD en het presidentschap van de Dominicaanse Republiek te heroveren. Binnen de partij leidde dit echter tot een conflictsituatie, waarbij het kamp-Fernández recht tegenover de door de Medina-aanhangers gesteunde Gonzalo Castillo kwam te staan. Toen Castillo met een nipte marge verkozen werd tot partijleider en presidentskandidaat, besloot Fernández de PLD na 46 jaar te verlaten. Hij splitste zich samen met zijn medestanders af om een nieuwe partij te stichten: Fuerza del Pueblo. Bij de presidentsverkiezingen kwam hij er met zo'n 9% van de stemmen echter niet aan te pas. Ook Castillo (37,5%) werd verslagen door de nieuwe president Luis Abinader (52,5%).
- Bibliothèque nationale de France: cb120657611 (data)
- Catàleg d'autoritats de noms i títols de Catalunya: 981058526379806706
- Gemeinsame Normdatei: 1056513497
- International Standard Name Identifier: 0000 0000 2778 9794
- Library of Congress Control Number: n85018620
- Nederlandse Thesaurus van Auteursnamen: 297167855
- Système universitaire de documentation: 117409197
- Virtual International Authority File: 76338835
- WorldCat: E39PBJB8rbC99Pd8WTgx8PgYfq